# Marguerite Thyes
Margaretha (Marguerite) Thyes, née à Luxembourg-Ville le 4 juillet 1862, et décédée dans cette ville le 6 août 1920, est une artiste peintre luxembourgeoise.

## Biographie
Marguerite Thyes est la fille d'Alphonse Thyes (1830-1914) et de Louise Ewert (1836-1901),, et la grande soeur du peintre André Thyes. Son père était dessinateur technique pour des chemins de fer et également actif en tant que peintre paysagiste, tout comme son frère André qui s'est fait connaitre pour ses paysages. Marguerite Thyes a, quant à elle, peint des fleurs et des paysages sur toile, ainsi que de la porcelaine. En 1893, Alphonse et André Thyes font partie des membres fondateurs du Cercle artistique de Luxembourg, et Marguerite participera ensuite aux salons annuels jusqu'à sa mort.
Marguerite Thyes meurt à l'âge de 58 ans, et est enterrée au cimetière Notre-Dame de Luxembourg.